# Ágnes Hornyák
Dans le nom hongrois Hornyák Ágnes, le nom de famille précède le prénom, mais cet article utilise l’ordre habituel en français Ágnes Hornyák, où le prénom précède le nom.
Ágnes Hornyák (née le 2 septembre 1982 à Mátészalka) est une handballeuse internationale hongroise.

## Biographie
En équipe nationale, elle finit troisième du championnat du monde 2005 et participe en 2008, elle participe aux Jeux olympiques de 2008.
En 2015 après une grande carrière en Hongrie et deux victoires en Ligues des champions avec Győr, elle tente sa première expérience à l'étranger en s’engageant avec OGC Nice. Avec Nice, elle atteint la finale de la coupe de la Ligue et les demi-finales du championnat de France, mais décide à la fin de la saison de rentrer en Hongrie, au Budaörs KC, pour préparer sa reconversion professionnelle.

## Palmarès

### Club
compétitions internationales
- vainqueur de la Ligue des champions en 2013 et 2014

compétitions nationales
- championne de Hongrie (NB I.) en 2008, 2009, 2010, 2011, 2012, 2013 et 2014 avec Győri ETO KC
- vainqueur de la coupe de Hongrie en 2002 avec Dunaferr SE et 2007, 2008, 2009, 2010, 2011, 2012, 2013, 2014 et 2015 avec Győri ETO KC
- finaliste de la coupe de la Ligue en 2016 avec l'OGC Nice

### Sélection nationale
Championnat du monde
- médaille de bronze au championnat du monde 2005,  Russie

Jeux olympiques
- 4e des Jeux olympiques de 2008,  Chine